# Hrabičov
Hrabičov (allemand : Deutschhrabischhof, hongrois : Gyertyánfa) est un village de Slovaquie situé dans la région de Banská Bystrica.

## Histoire
Première mention écrite du village en 1828.

## Démographie

### Évolution de la population
| Année:               | 1994. | 2004.   | 2014.   | 2024.   |
| -------------------- | ----- | ------- | ------- | ------- |
| Nombre de personnes: | 617   | 619     | 589     | 548     |
| Différence:          |       | +0,32 % | -4,84 % | -6,96 % |

| Année:               | 2023. | 2024.   |
| -------------------- | ----- | ------- |
| Nombre de personnes: | 553   | 548     |
| Différence:          |       | -0,90 % |